# 黄山路 (上海)
黄山路是中華人民共和國上海市橫跨虹口區和靜安區的一條道路。西起平型关路，东至俞泾浦，全長592米，宽5.5至14米，道路建於20世纪初，最初以英国伦敦命名為伦敦路(London Road)，後又更名云兴路。1954年改名為横山路。1980年以安徽黄山改名為黃山路。